# Ivan Riley
Ivan Harris Riley (31 dicembre 1900 – 28 ottobre 1943) è stato un ostacolista statunitense, specializzato nei 400 metri ostacoli.

## Palmarès

### Olimpiadi
- Bronzo a Parigi 1924 nei 400 metri ostacoli.